# Descarrilamento de trem em Yilan
O descarrilamento de trem em Yilan refere-se ao desastre ocorrido em 21 de outubro de 2018, quando um trem de passageiros descarrilou no condado de Yilan, Taiwan. O incidente resultou na morte de 18 pessoas.

## Acidente
Às 16:50, horário local (UTC+8), um trem expresso Puyuma, do serviço 6432 de Shulin, com destino a estação de Taitung, descarrilava em uma curva com um raio de trezentos metros, após passar pela estação Xinma no condado de Yilan, aproximadamente setenta quilômetros de Taipei. Havia 366 passageiros viajando no trem.
Dos oito vagões, o terceiro e o oitavo tombaram e colidiram em forma de "W", enquanto o restante saiu da pista com menos danos. O carro da frente foi visto tombado em um ângulo de 75 graus, e acredita-se que a maioria das fatalidades tenha ocorrido neste. Relatos de sobreviventes alegaram que o motorista aplicou o freio de emergência várias vezes antes do incidente, e outro afirmou que o trem acelerou após a curva.
Todos os trens na linha leste foram interrompidos em ambas as direções, com serviços de ônibus de substituição fornecidos. Centenas de médicos e bombeiros e cem soldados do exército responderam ao local. A partir das 21:35, horário local, todos os passageiros, incluindo os mortos, haviam sido removidos dos destroços. O descarrilamento é o pior acidente de trem em Taiwan desde 1991, quando trinta pessoas foram mortas em uma colisão próxima a Miaoli.

## Vítimas
Pelo menos dezoito pessoas foram mortas no acidente, com outras 187 feridas, todas estavam a bordo. Segundo relatos, um dos feridos era cidadão dos Estados Unidos.
Seis dos mortos teriam menos de dezoito anos. A Autoridade Ferroviária de Taiwan confirmou que oito dos mortos eram da mesma família, e o Ministério da Saúde confirmou que 53 feridos permaneceram no hospital.

## Investigações
O trem envolvido no acidente foi construído pela empresa japonesa Nippon Sharyo em 2011 e passou por constantes manutenções em 2017. De acordo com um comunicado de imprensa da Administração de Ferrovias de Taiwan (AFT) em 21 de outubro, a causa do acidente ainda era desconhecida.
Em 22 de outubro de 2018, foi comunicado que o maquinista relatou um problema com o compressor de ar principal pouco antes do descarrilamento. O secretário-chefe da Administração das Ferrovias de Taiwan, Chu Lai-shun, disse que uma falha total do compressor de ar principal causaria potência insuficiente e problemas de desaceleração, e não deveria causar descarrilamentos. Além disso, a proteção automática do trem foi desativada pouco antes do incidente, o que, segundo o motorista, ocorreu devido a uma falha anterior que atrasou o trem. Os promotores acusaram-no de negligência por não ligá-la novamente depois. Os investigadores pensam que, sem a proteção, a velocidade do trem não foi monitorada adequadamente, o que levou o trem a se aproximar da curva a uma velocidade de 140 km/h, quase o dobro do limite de velocidade.
Como parte da investigação, todos os outros 18 trens de Puyama em serviço nas ferrovias de Taiwan foram cuidadosamente inspecionados. Nenhuma falha foi encontrada. No entanto, um relatório do Apple Daily Sunday, em idioma chinês, descobriu que os trens de Taiwan estavam enfrentando problemas com o sistema de proteção automática, citando fontes anônimas da AFT. À medida que a investigação avançava, foram encontradas falhas técnicas com a conexão do sistema de proteção do trem ao centro de sinalização com os trens Puyama, e o fabricante japonês Nippon Sharyo prometeu ao governo de Taiwan que consertaria a falha até 11 de novembro, com testes, mas que a certificação deveria se estender por um mês.

### Condutor
O condutor do trem recebeu uma fiança de 500 mil novo dólar taiwanês (cerca de dezesseis mil dólares) em 23 de outubro, depois de ter sido detido para investigação.

### Resultados
O gerenciamento inadequado do processo de teste dos trens Puyuma, que causou a ausência de testes do sistema de monitoramento remoto da produção automática, resultou em uma acusação do ex-diretor adjunto do Departamento de Material Rodante da AFT e do chefe do Escritório Central de Despachos da AFT. Outros funcionários envolvidos no incidente, como despachantes e mecânicos, foram considerados não responsáveis, e nenhuma evidência de corrupção ou negligência por parte de funcionários públicos foi relatada.

## Repercussão
A presidente Tsai Ing-wen chamou o acidente de "grande tragédia" e instruiu o governo e os militares a "intensificar" os esforços de resgate. Ela também requereu uma investigação sobre o acidente, que "deixaria claro o momento e a situação de todo o acidente". Além disso, "uma drástica reforma da AFT para restaurar a confiança do público na segurança do transporte ferroviário" deve ser realizada.
Como resultado do incidente, o Partido Democrático Progressista e o Kuomintang interromperam a campanha para as eleições locais de novembro. O Centro de Doação de Sangue de Taipei emitiu um comunicado à imprensa que destacou os centros locais de doação de sangue e instou os doadores de sangue a doar.

### Homenagens
A presidente Tsai se encontrou com parentes dos mortos e feridos em 22 de outubro. Ela se juntou aos monges budistas em oração em um altar próximo ao hospital.